# トラディショナル・スタイル
トラディショナル・スタイル（英: traditional style）は、服装に関し、伝統的メンズ・スタイルのこと。ブリティッシュ・トラディショナルとアメリカン・トラディショナルがある。
ブリティッシュ・トラディショナルは、イギリスの伝統でありスーツスタイルの原点である。3つボタン、3ピース、しっかりとした肩パッド、ウエスト絞り、低めのラペルなどが本来の形である。
アメリカン・トラディショナルは、ブリティッシュ・トラディショナルがアメリカに伝わった際に、アメリカの合理的な考え方を基に生み出されたスタイル。段返り3つボタン、ナチュラルショルダー、ウエスト絞りのないボックス型などが特徴。とくにアメリカ東部の伝統的織物をいうことが多い。
日本国内では略して「トラッド」ともいう。
(個々の用語についてはスーツを参照)

## アメリカン・トラディショナル
機能的でスポーティな感覚のオーソドックスなスタイルで質感にこだわる。広くブリティッシュ・トラディショナルや、さらには同様な感覚をもつ女性のファッションを含めていうこともある。アメリカン、ブリティッシュ両方とも流行に流されず、受け継がれてきた国民的なファッションといえる。服装だけでなく、背景にある特有の生活様式を包含して使う。
アメリカ、イギリスではトラッドは単なる上流階級の身だしなみという認識が根強い。例えばアメリカ東海岸でトラッドを象徴する職業は政治家や弁護士、医師、実業家などであり、その服装は生まれ育ちや政治信条（主に保守系）を表明する手段になっている。その為、かつては労働階級者や芸術家、作家などはトラッドを「保守的な人々の象徴」と見なし、忌避する傾向があった。アメリカでトラッドがファッションとして受け入れられ始めたのは、トム・ブラウンの成功以降である。日本では、1960年代の「みゆき族」から始まって、ほぼ10年置きにトラッドブームが繰り返されている。日本で、トラッドがファッションとして根付いた背景には階級制度のない社会構造が影響している。また、男性発祥のトラッドだが、日本では女性に対する独自の影響が見られる。
トラッドは上流階級の生まれ育ちの表明手段だった為、往々にしてパロディの対象になってきた。芸術家アンディ・ウォーホルの服装はその象徴であった。しかし、アメリカでは1970年代後半にゲイ・カルチャーが社会的少数派なりのパロディとしてそれを取り入れたこともあり、結果的にトラッドをファッションの1ジャンルとして確立する結果となった。とはいえ、保守的なイメージは根強いようで、ユナイテッドアローズ共同創立者でジャーナリストの栗野宏文によると、ユナイテッドアローズのメンズフロアでバレンシアガと3つボタンのブレザーを並べている光景を理解できないアメリカ人が多かったという。
明確な着こなしのルールが設けられている数少ないファッションであり、いつの時代も着こなしには「シックになりすぎない」という法則がある。これは、「基本的に地味でストイックな世界観に派手なものが入ってくると、お互いを引き立てあう」という効果によるもので、トラッドでタータンチェックやペイズリーなど目を引くような模様が用意されているのは、このためである。2010年秋冬コレクションにおいて、トラッドでクラシックなものが登場するなど、近年、女性向け衣類にトラッド回帰の動きが見られる。現代女性とトラッド回帰の関係について、前述の栗野は「セクシュアリティの変化」を予感していると語っている。1990年代半ばから2004年にトム・フォードが引退するまで、セクシャルなイメージが多かった。その手法に飽き飽きした人々が増えた結果、禁欲的ともいえるトラッドが復活を果たしたと批評した。栗野はトラッドの禁欲的な色使いからは「イージーなセックス感の安売りが終わった」ことが感じられ、トラッドが「男性を意識したファッション（モテ服）からの脱却」を象徴していると述べている。女性の方が活発化している時代だからこそ、今後は女性がトラッドの新しい担い手になっていくだろうと分析している。

## 歴史

### アメリカとイギリス
アメリカン・トラディショナルは「アイビールック」がよく知られている。アメリカ東海岸の名門私立大学グループアイビー・リーグの学生達のファッションで、3つボタンのブレザー、ボタンダウンシャツ、ポロシャツ、チノパンツ、コインローファーなどが象徴的なアイテムである。これはブリティッシュ・トラディショナルがアメリカ的合理主義で噛み砕かれた結果、生まれたものであり、トラッドの原点はイギリスにある。
19世紀中頃にイギリスで軍用上着として考案されたカーディガンや19世紀末期からイギリス海軍が艦上用の軍服として着用していたPコートは男女問わずトラッドの定番になっている。

### 日本
前述の様に日本ではトラッドブームは、ほぼ10年置きに繰り返されている。最初は1964年頃に登場した「みゆき族」である。みゆき族の男性はアイビースーツを着用してヴァンヂャケットのVANの紙袋を小脇に抱えるのが鉄則だった。アイビー・ルックは日本では上品なカジュアルスタイルとして認知され、みゆき族の登場以降、急速に普及した。これは、「ニュートラ」「ハマトラ」など拡大解釈と独自進化を重ね、独特なトラッド文化を育むきっかけとなった。みゆき族は、アイビーのルールを決定付けた点で、トラッドを日本独自の形で開花させたと言える。1966年にはトラッドをベースにした世界でも稀有なファッション雑誌『エムシーシスター』（婦人画報社、現・ハースト婦人画報社）が登場した。1970年代後半から1980年代前半にかけては「ニュートラ」ブームが起こった。1982年に創刊されたファッション雑誌『Olive』（マガジンハウス）はギンガムチェックなどトラッド由来のアイテムを多く取り上げた。1980年代後半はトラッドの受難の時代であったが、10代の若者を中心に「渋谷カジュアル（略称は「渋カジ」）」が台頭した。狭義には東京都渋谷区の繁華街を中心とした東京都内の私立高校生達のファッションを指していたが、チーマーのルックスに象徴されるウエスタンルックやバイカーズアイテムなど多様なスタイルへと拡大していったもので、ハイティーンを中心にストリートファッションとトラッドとの独自の融合を果たしたスタイルである。1990年代に入ると、ブランドの世界戦略が日本を席巻した影響で、10年周期が崩れた。この時期に日本におけるトラッド文化を生きながらえさせたのはセレクトショップだった。ビームス、シップス、ユナイテッドアローズなどはそれぞれトラッドブームを背景に成長していった。このことから前述の栗野宏文は「セレクトショップこそ、日本にトラッドを定着させた立役者」だと評している。現在ではスーツがサラリーマンの象徴でなくなり、男性は私服のお洒落の一環としてスーツを選択することが可能になった。
日本でトラッドが定着した理由のひとつに、「制服カルチャー」（主に学生服）が挙げられる。エンブレム付きのブレザーやタータンチェックのスカートなどの制服はトラッドテイストといえる。世界的にお洒落な色ではなかったネイビー（紺色）だが、日本では制服カルチャーのおかげで、人気の色として定着した。トラッドアイテムが制服文化の基調となったことで、アイドルの衣装に多用されるチェック使いなど、欲望の対象となり、オタク文化にも多大な影響を及ぼしている。

## 文化におけるトラッド
近年のトラッド回帰を象徴するものには、映画では『シングルマン』、テレビドラマではアメリカの『マッドメン』が挙げられる。どちらも1960年代を舞台としている。広義のトラッドでいえばキーラ・ナイトレイが出演するビクトリア朝が舞台の映画なども含まれる。音楽では、バート・バカラック、メロディ・ガルドーが挙げられる。